# Jan vom Moor

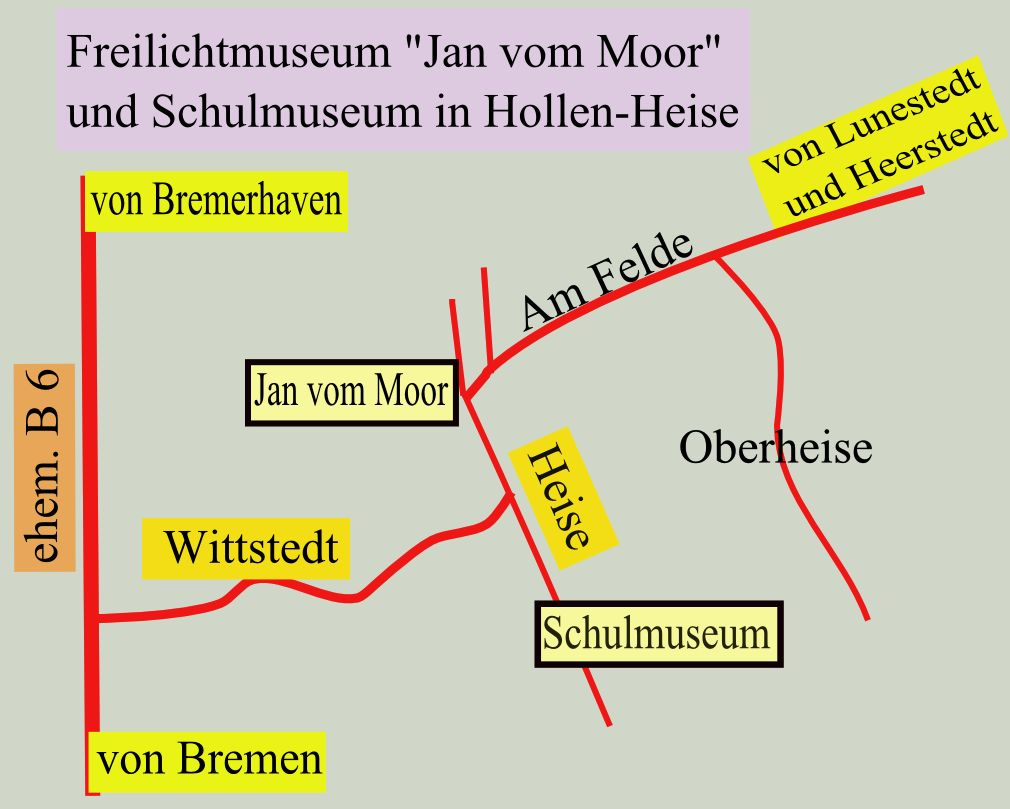
Lage des Freilichtmuseums „Jan vom Moor“ und des Schulmuseums

Das Freilichtmuseum „Jan vom Moor und Klappstau“ in Hollen im Landkreis Cuxhaven erinnert an die Besiedlung des Moores gegen Ende des 18. Jahrhunderts. Das Museum liegt an der Straße zwischen Hollen und Wittstedt in Höhe der Heiser Mühle.

## Geschichte
Am 3. Dezember 1996 erfolgte der Kauf des Torfkahns. Im Juni 1998 war die Gründungsversammlung des „Fördervereins Freunde und Förderer des Freilichtmuseums ‚Jan vom Moor und Klappstau‘“ und 62 Mitglieder traten bei. Am 28. August 1997 wurde das Boot geliefert und am 4. September 1998 das Freilichtmuseum eingeweiht. Die Moorkate, nach Plänen von 1755, wurde am 12. Mai 2001 eingeweiht.

## Ausstellung
Das Freilichtmuseum liegt am Treidelweg des Schiffgrabens, auf dem der Torf in der Vergangenheit aus dem Moor bei Hollen zu den Ziegeleien bei Fleeste und nach Bremerhaven zum Geestehafen gebracht wurde. Zum Ensemble gehört ein Klappstau, das es ermöglichte, ohne Schleusungsvorgang mit dem Torfschiff Höhenunterschiede im Schiffgraben zu überwinden, eine Moorkate sowie Informationstafeln. Nebenan steht eine restaurierte Windmühle von 1877.
Im Inneren der Kate werden Gerätschaften ausgestellt, die zum Torfstechen benötigt wurden. Die Moorkolonisation war harte Arbeit. Erst nach mehreren Generationen konnten die Siedler von ihren Erträgen leben. Ein Hollener Ortsteil heißt „Sühne“. Der Name kommt daher, dass in der Vergangenheit Menschen an Stelle der Verbüßung einer Strafe hier bei der Moorkolonisation helfen durften.

## Torfweg

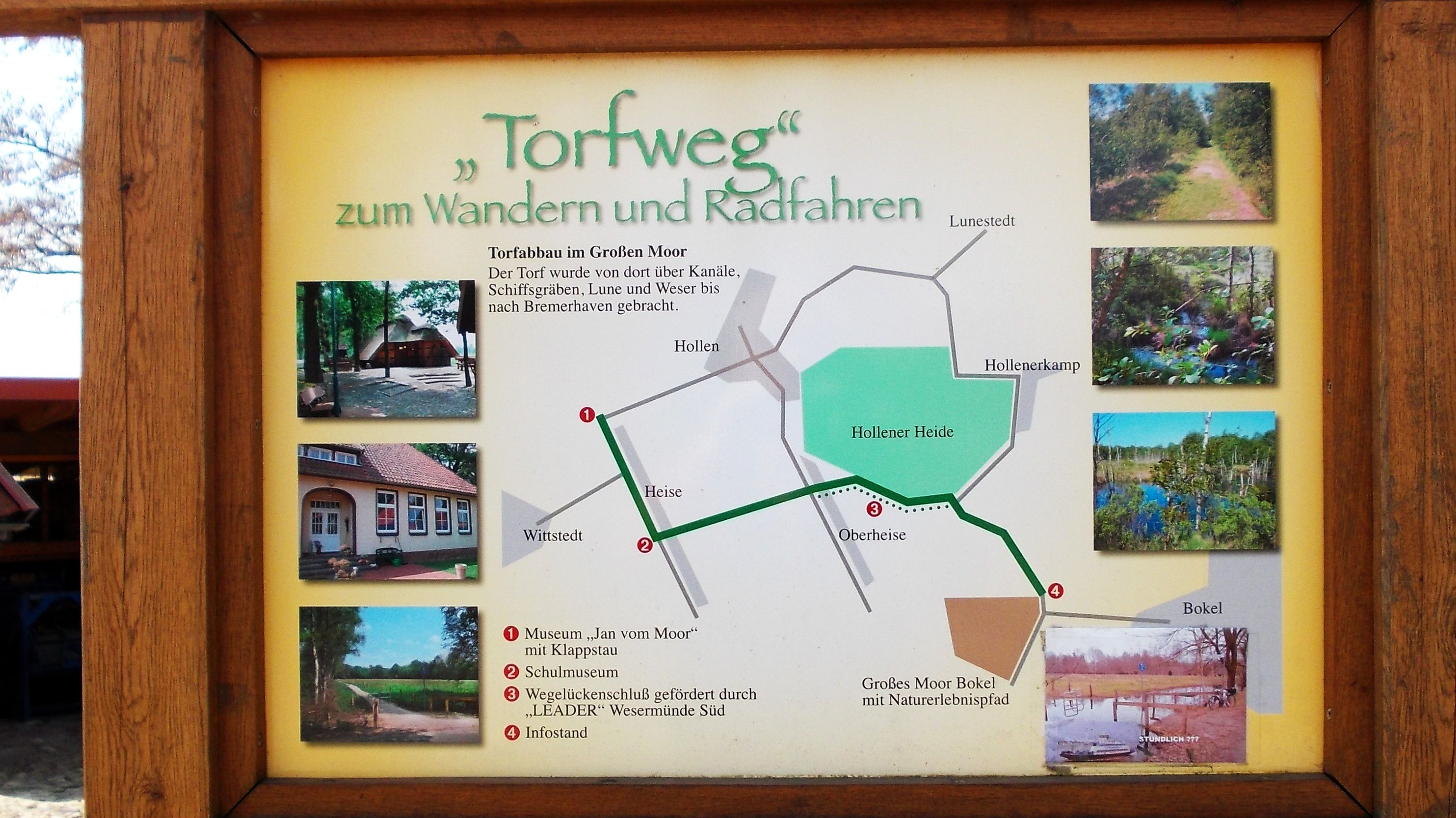
Tafel mit dem Plan des Torfweges am "Jan vom Moor"

Zwischen dem Freilichtmuseum sowie dem Schulmuseum in Heise und dem Großen Moor bei Bokel ist ein Radweg eingerichtet. Dieser „Torfweg“ ist mit Mitteln des LEADER-Programms der EU im Juli 2011 erstellt und eingeweiht worden. Er verbindet nun die Heiser Mühle über das Schulmuseum und Oberheise mit dem Naturerlebnispfad samt Aussichtsturm und Schau-Torfstich im Großen Moor.

## Fotogalerie

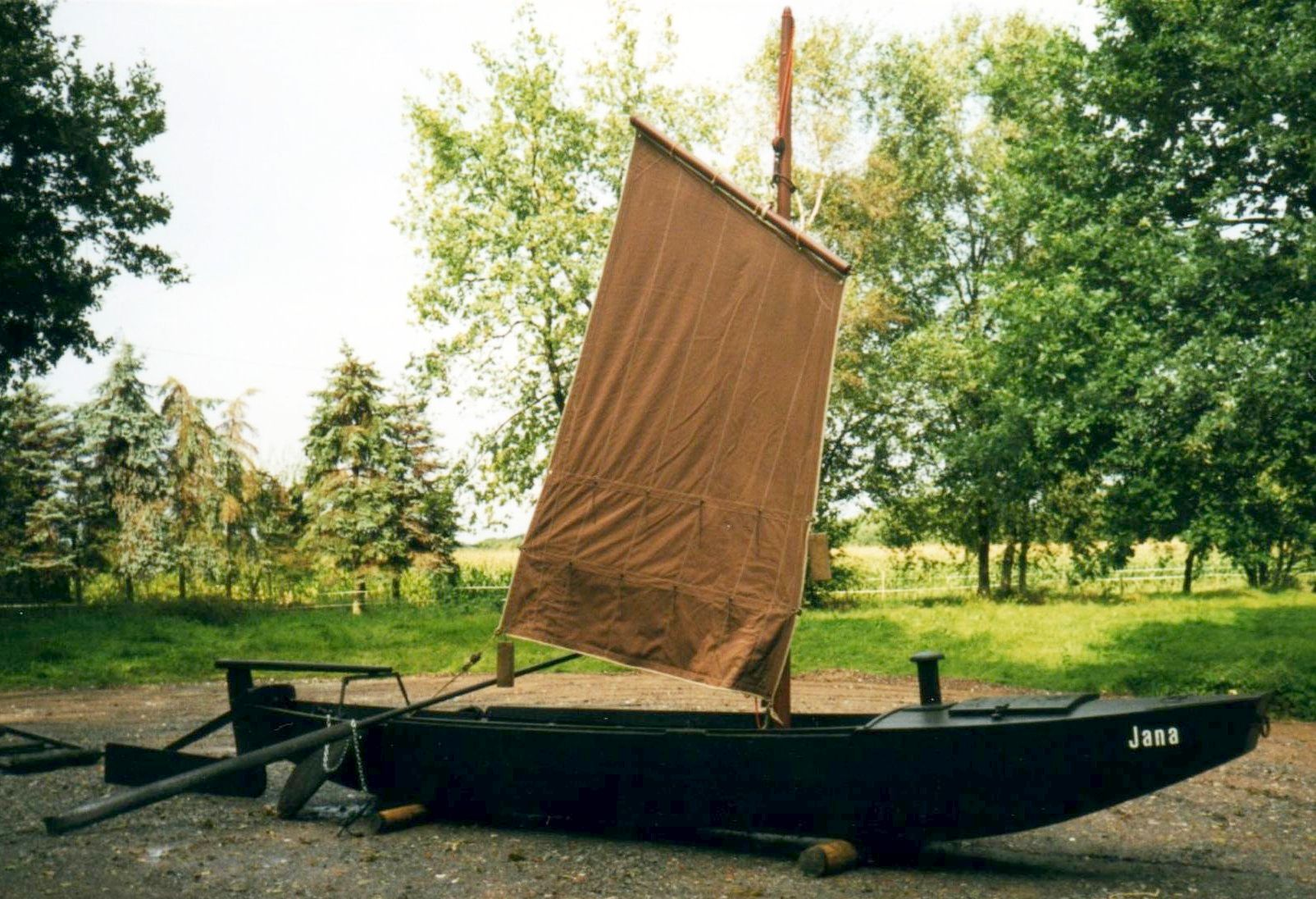
Nachgebautes Torfschiff im Freilichtmuseum Hollen
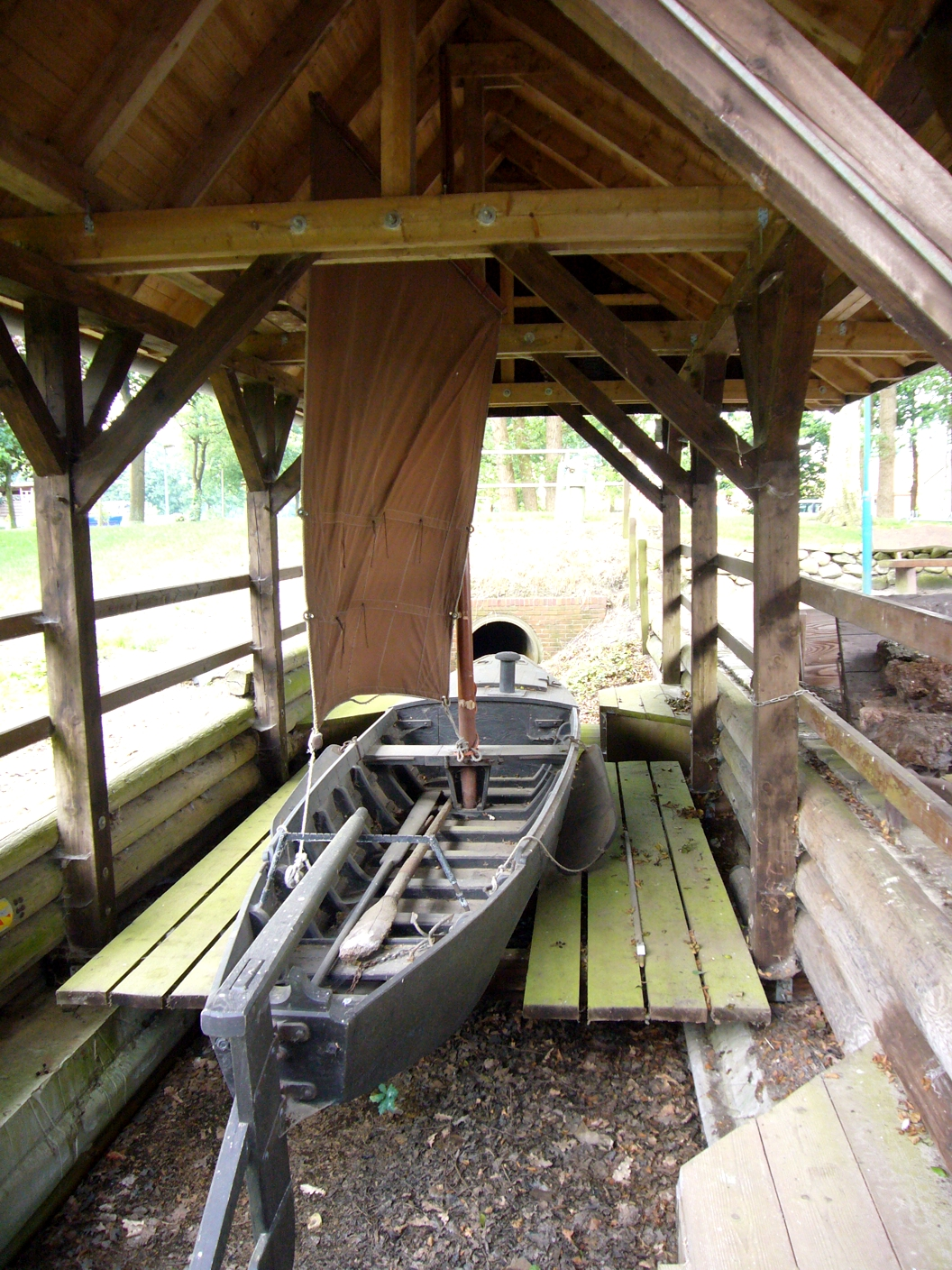
Im Torfschiff im Freilichtmuseum Hollen
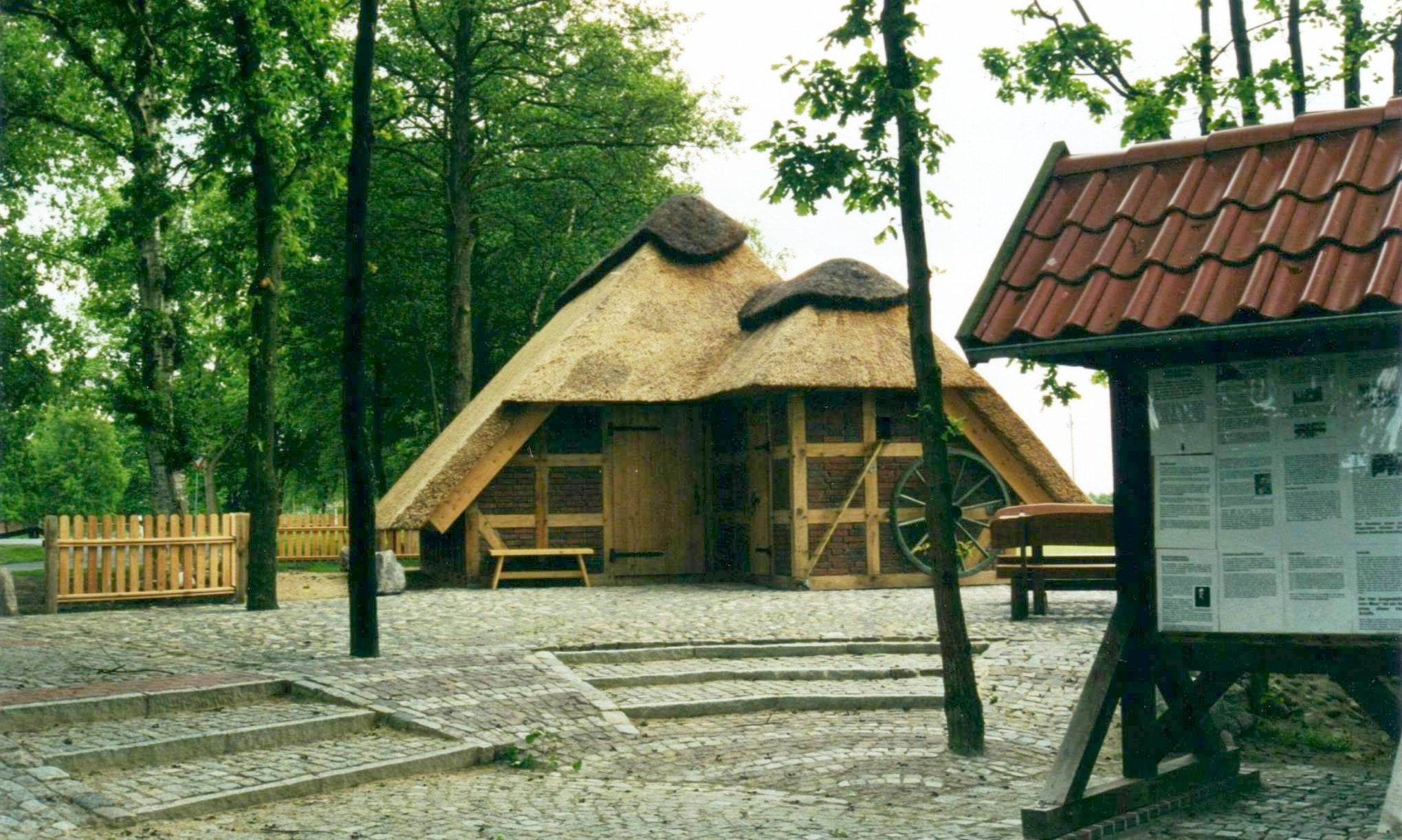
Moorkaten-Nachbau. Freilichtmuseum Hollen
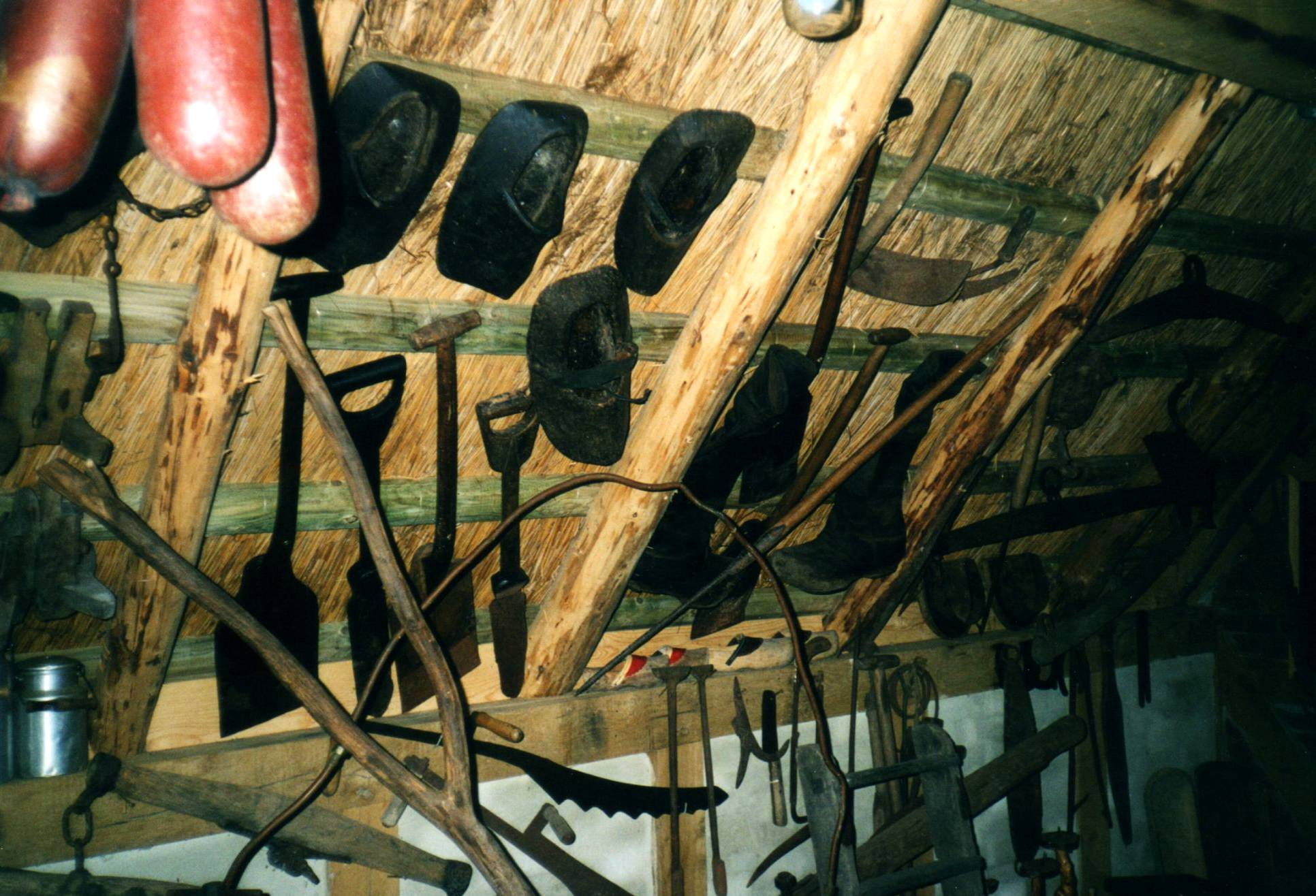
Geräte zum Torfstechen im Freilichtmuseum Hollen
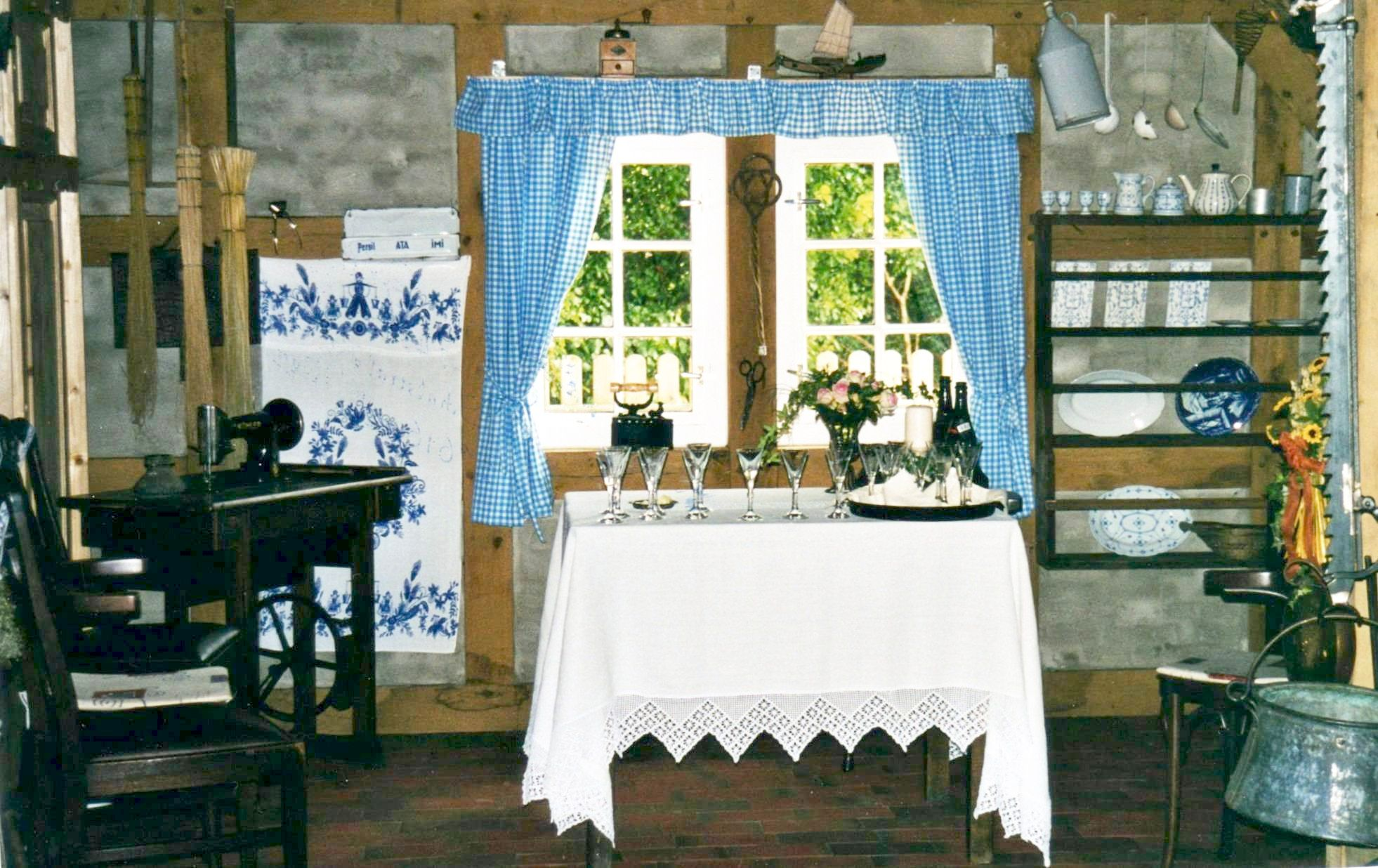
Innenraum der Moorkate im Freilichtmuseum Hollen
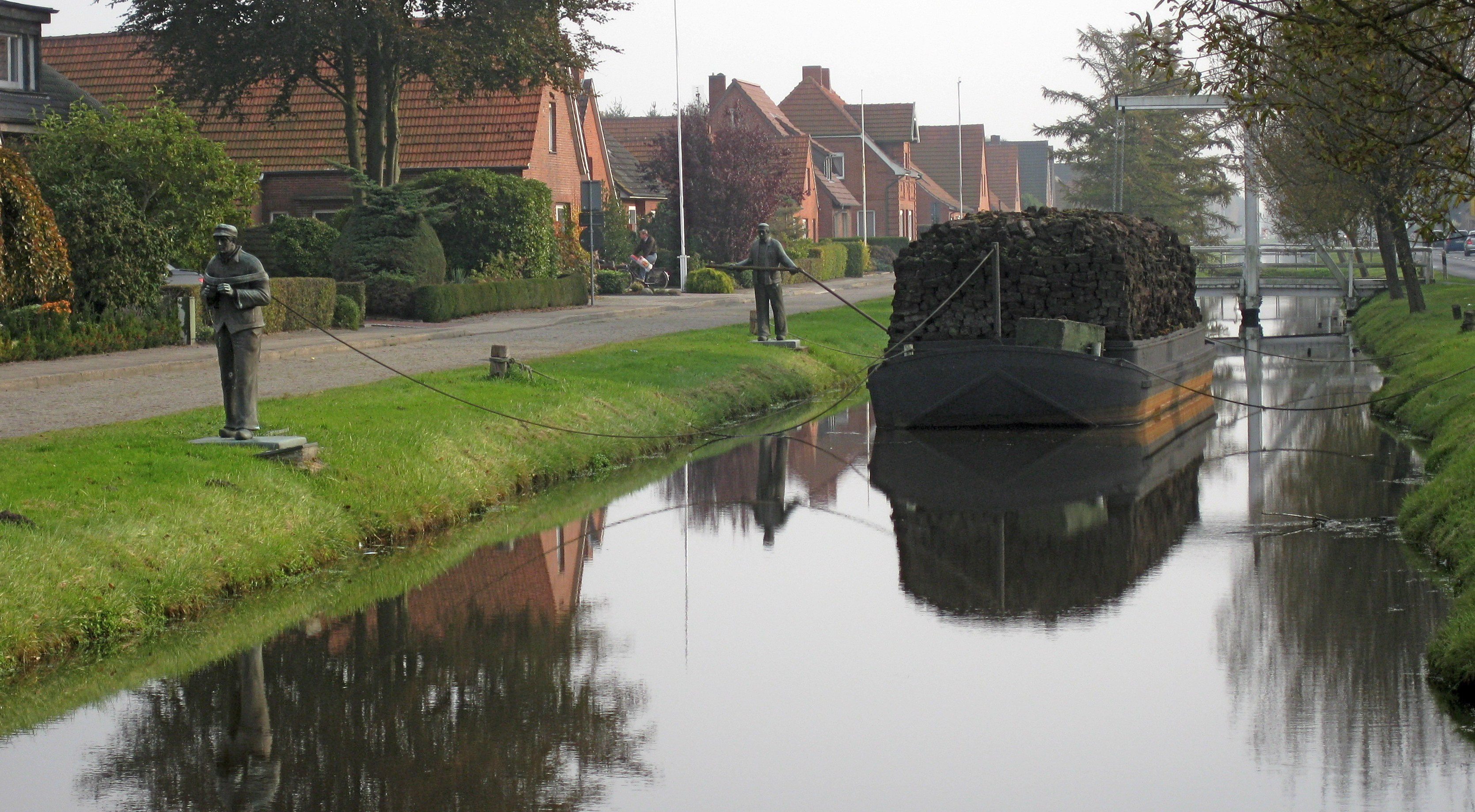
Getreideltes Torfschiff (hier in Papenburg)
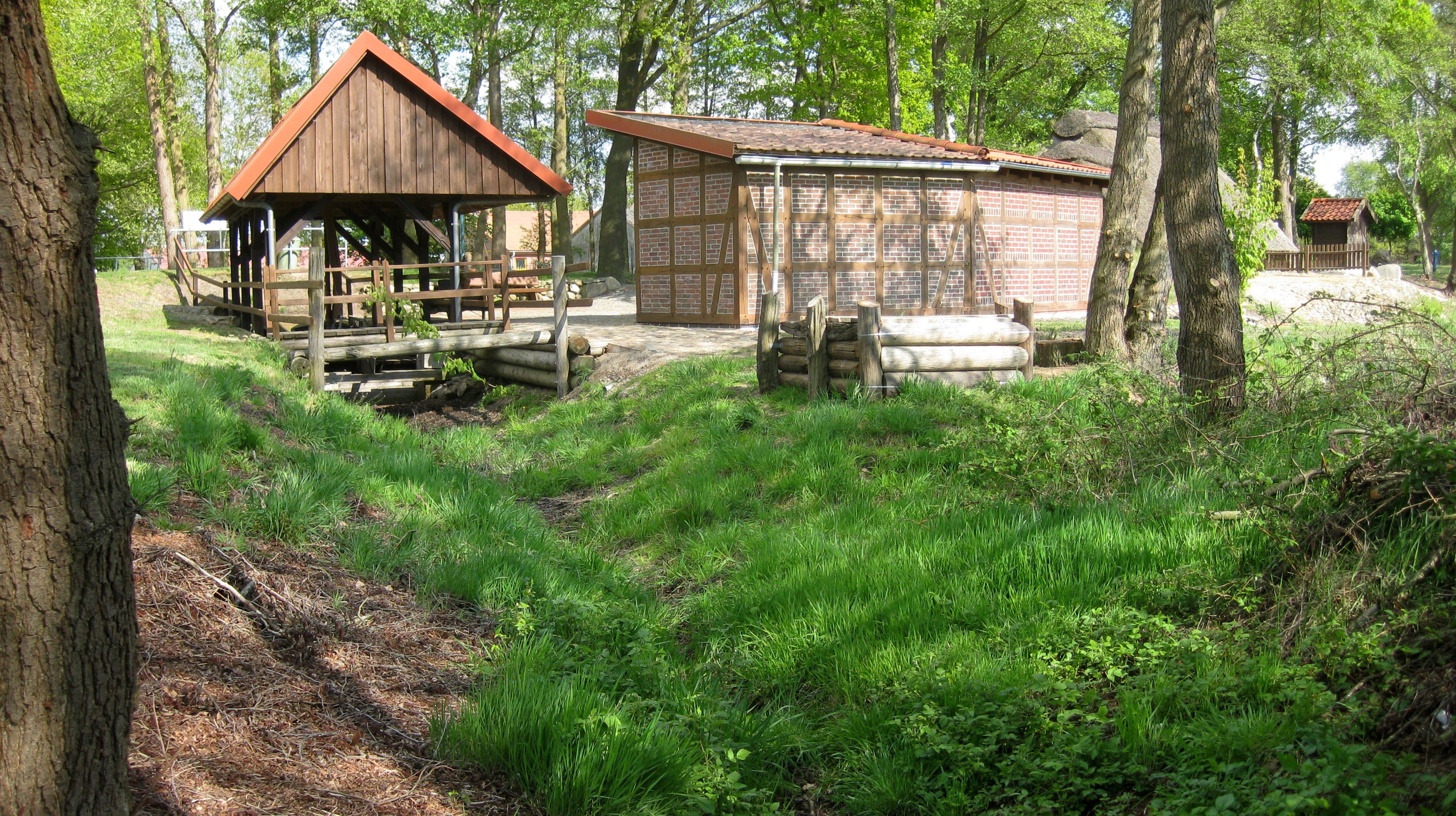
Treidelweg und Unterstand des Torfschiffes
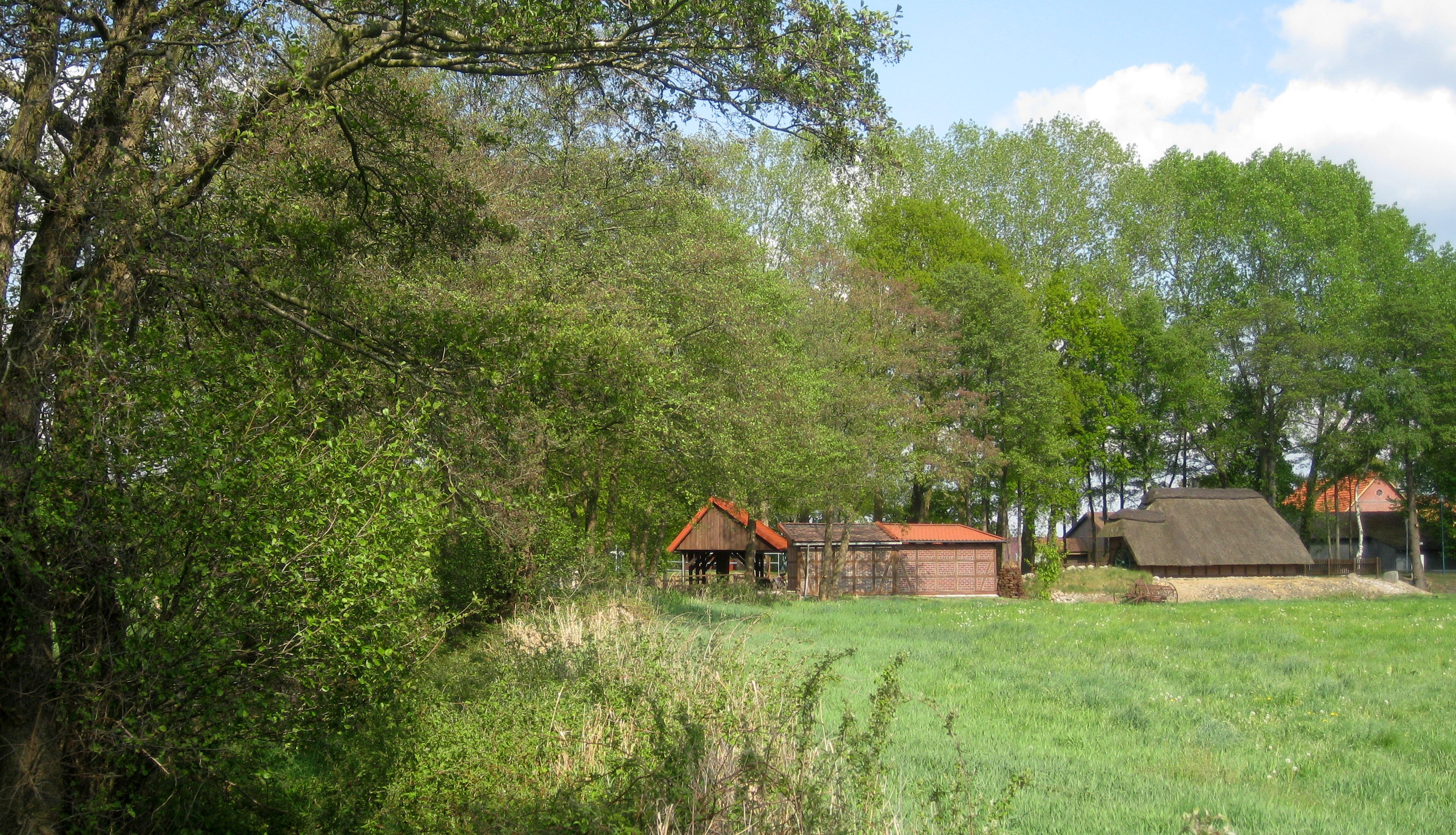
Treidelweg und Museum
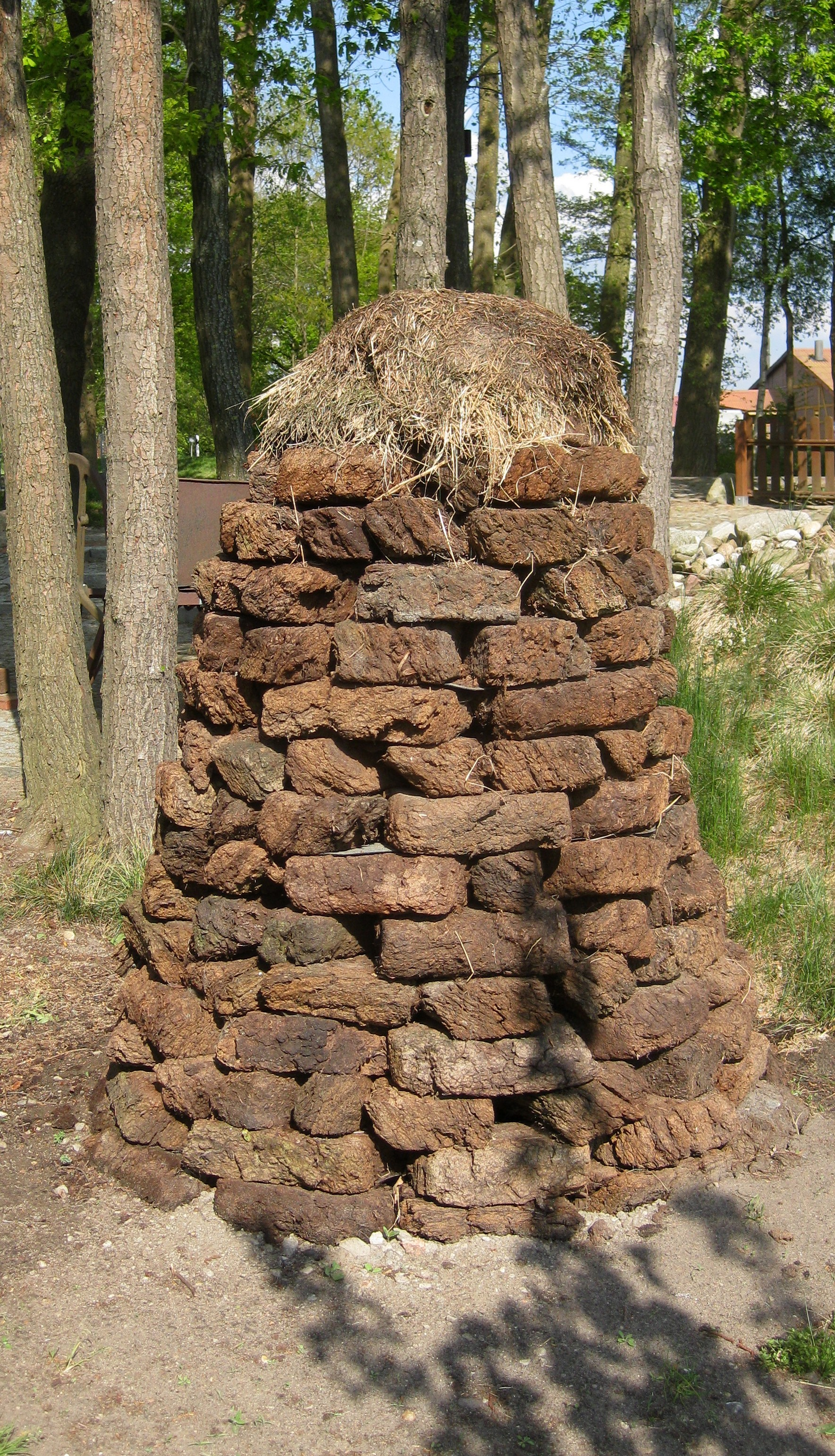
Ringel-Torf-Diemen
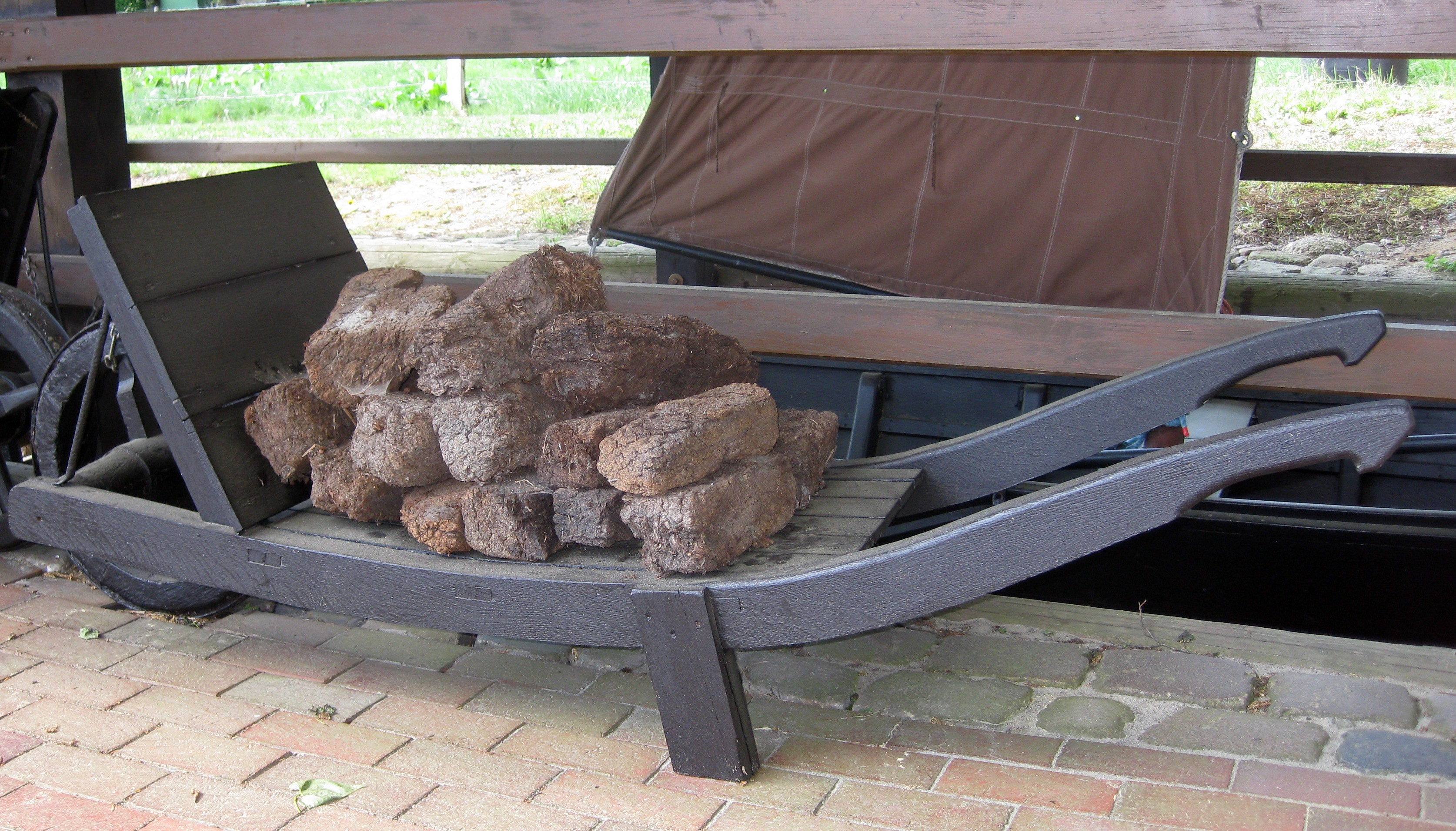
Schiebkarre mit Torf
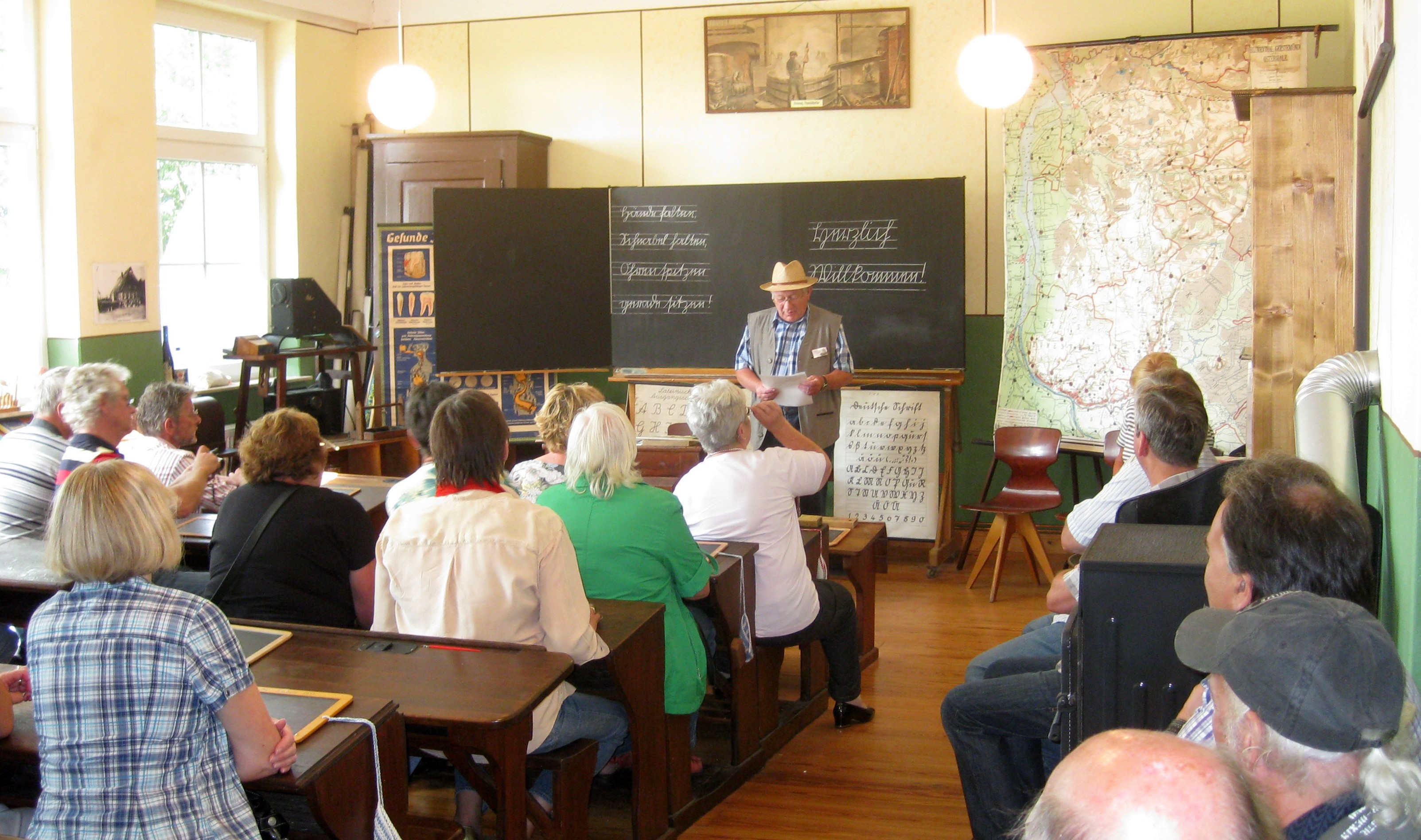
Klassenraum des Schulmuseums Hollen-Heise
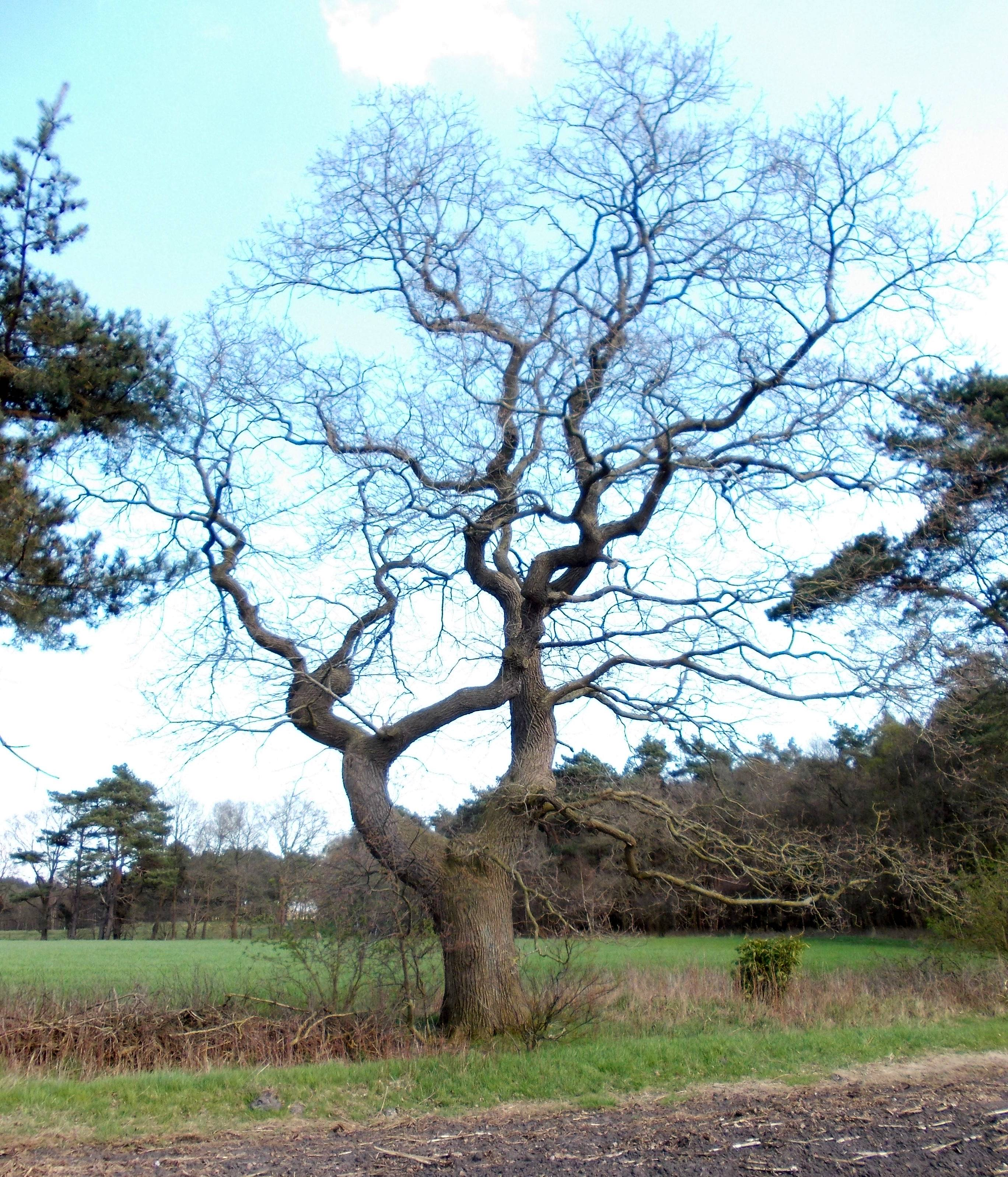
Hollener Pesteiche
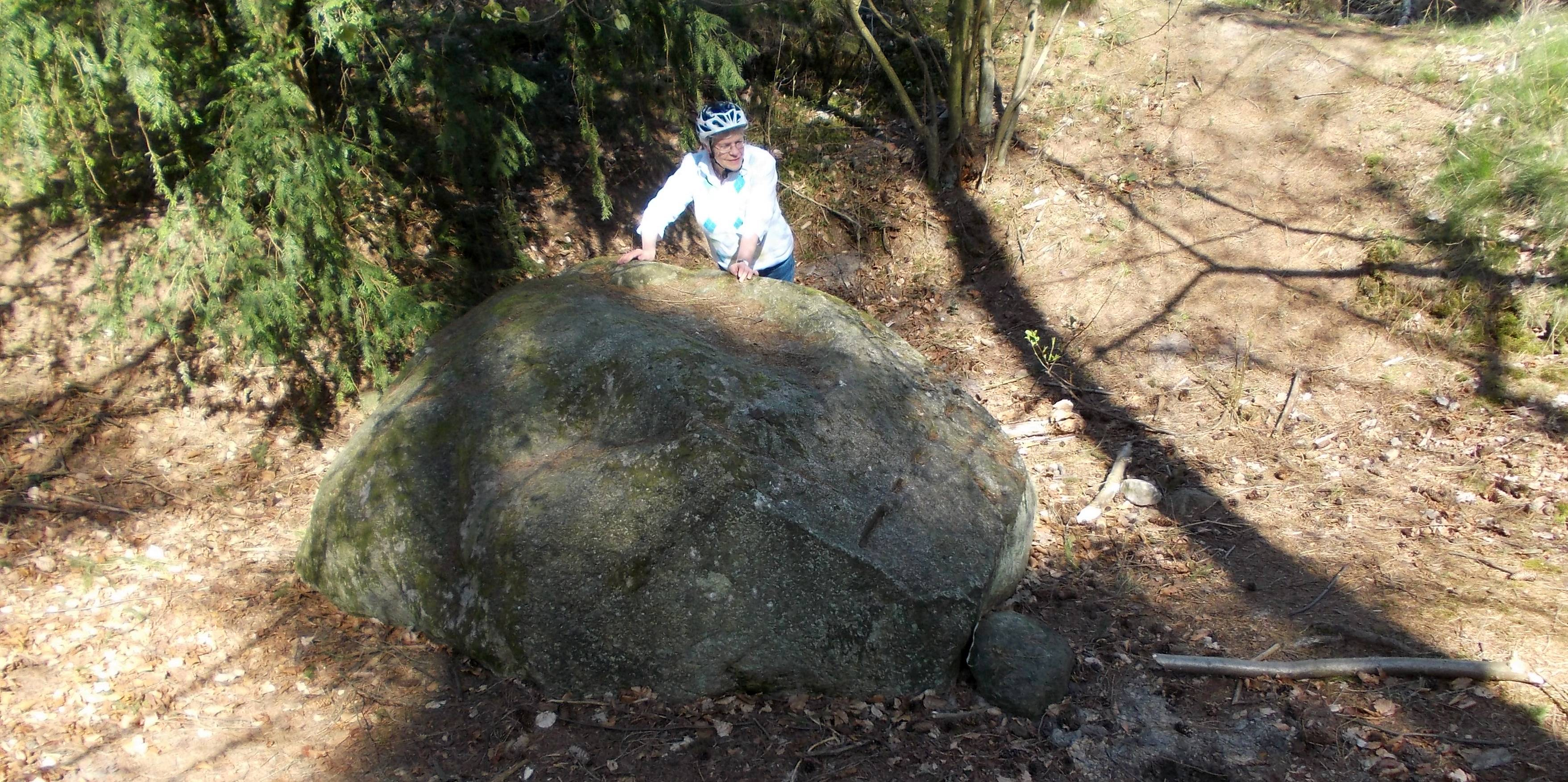
Opferstein im Hollener Wald

## Weitere Planungen
Das Heiser Freilichtmuseum ist mit dem Fahrrad über Radwege erreichbar. Im Rahmen der ILEK- und LEADER-Planungen sollte der Treidelpfad und die Verbindung zum Schulmuseum in der alten Heiser Schule in Verbindung mit dem Schulweg nach Oberheise, vorbei an der Pesteiche und dem Opferstein im Hollener Wald bis zum Otterbiotop in Lunestedt als Wanderwegsystem ausgebaut werden.
Der Förderverein hat das Schulmuseum Heise in seinen Wirkungsbereich aufgenommen. Das Heiser Museum ist das einzige im Landkreis Cuxhaven. Einrichtungen dieser Art gibt es noch in Zetel (Ostfriesland), Himmelpforten, Hamburg sowie in Bremerhaven.